# بخش بورلین، شهرستان تاد، مینه سوتا
بخش بورلین (به انگلیسی: Burleene Township) یک منطقهٔ مسکونی در ایالات متحده آمریکا است که در شهرستان تاد، مینه‌سوتا واقع شده‌است.
 بخش بورلین ۹۲٫۹ کیلومتر مربع مساحت و ۳۶۵ نفر جمعیت دارد و ۴۲۶ متر بالاتر از سطح دریا واقع شده‌است.